# 君津郡

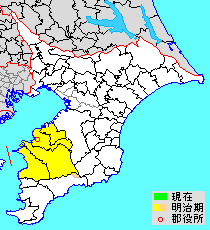
千葉県君津郡の位置（薄黄：後に他郡に編入された区域）

君津郡（きみつぐん）は、千葉県にあった郡。

## 郡域
1897年（明治30年）に行政区画として発足した当時の郡域は、現在の行政区画では概ね以下の区域にあたる（公有水面埋立地を除く）。
- 木更津市、君津市、富津市、袖ケ浦市の全域
- 鴨川市の一部（四方木）

## 歴史
- 1897年（明治30年）

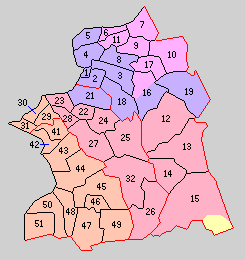
1.木更津町 2.真舟村 3.清川村 4.巖根村 5.金田村 6.楢葉村 7.長浦村 8.中郷村 9.根形村 10.平岡村 11.神納村 12.小櫃村 13.久留里町 14.松丘村 15.亀山村 16.富岡村 17.中川村 18.鎌足村 19.馬来田村 21.波岡村 22.八重原村 23.周西村 24.中村 25.小糸村 26.三島村 27.周南村 28.貞元村 29.飯野村 30.青堀村 31.富津村 32.秋元村 41.吉野村 42.大貫村 43.佐貫町 44.湊町 45.環村 46.関村 47.駒山村 48.天神山村 49.豊岡村 50.竹岡村 51.金谷村（紫：木更津市 赤：君津市 橙：富津市 桃：袖ケ浦市 黄：鴨川市）

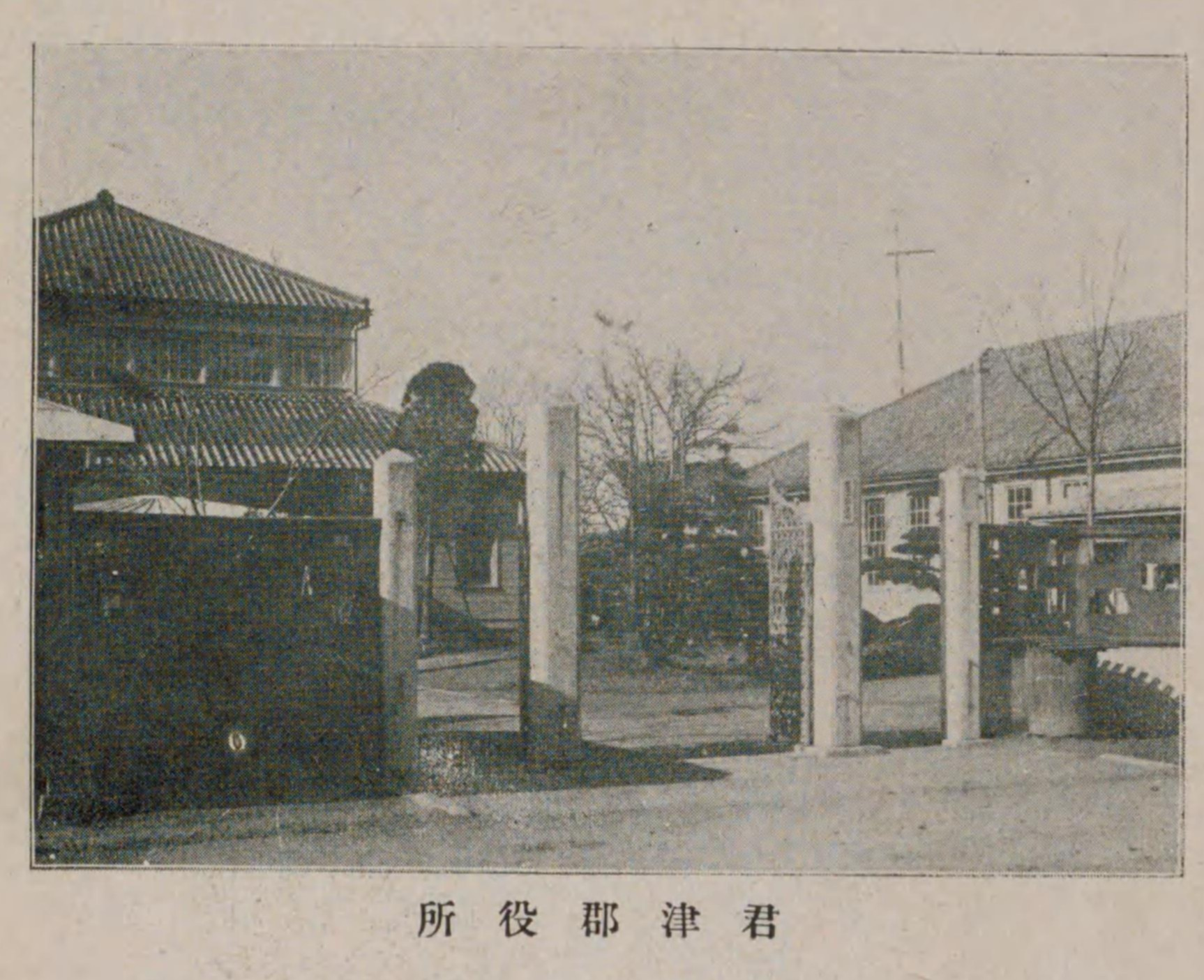
1927年頃の君津郡役所

  - 4月1日 - 郡制の施行により、望陀郡・周淮郡・天羽郡の区域をもって君津郡が発足。（4町38村）
    - 旧望陀郡 - 木更津町、真舟村、清川村、巖根村、金田村（現・木更津市）、楢葉村、長浦村（現・袖ケ浦市）、中郷村（現・木更津市）、根形村、平岡村、神納村（現・袖ケ浦市）、小櫃村、久留里町、松丘村（現・君津市）、亀山村（現・君津市、鴨川市）、富岡村（現・木更津市、袖ケ浦市）、中川村（現・袖ケ浦市）、鎌足村、馬来田村（現・木更津市）
    - 旧周淮郡 - 波岡村（現・木更津市）、八重原村、周西村、中村、小糸村、三島村、周南村、貞元村（現・君津市）、飯野村、青堀村、富津村（現・富津市）、秋元村（現・君津市）
    - 旧天羽郡 - 吉野村、大貫村、佐貫町、湊町、環村、関村、駒山村、天神山村、豊岡村、竹岡村、金谷村（現・富津市）

  - 12月1日 - 富津村が町制施行し富津町となる。（5町37村）
- 1920年（大正9年）10月1日 - 大貫村が町制施行し大貫町となる。（6町36村）
- 1923年（大正12年）4月1日 - 郡会が廃止。郡役所は存続。
- 1926年（大正15年）
  - 4月10日 - 青堀村が町制施行し青堀町となる。（7町35村）
  - 4月24日 - 関村、豊岡村が合併し関豊村が発足。（7町34村）
  - 7月1日 - 郡役所が廃止。以降は地域区分名称となる。
- 1932年（昭和7年）7月1日 - 楢葉村、神納村が合併し昭和町が発足。（8町32村）
- 1933年（昭和8年）4月1日 - 真舟村が木更津町に編入。（8町31村）
- 1937年（昭和12年）4月1日（8町29村）
  - 大貫町、吉野村が合併し、改めて大貫町が発足。
  - 環村、駒山村が合併し、改めて環村が発足。
- 1942年（昭和17年）11月3日 - 木更津町、清川村、巖根村、波岡村が合併し木更津市が発足、郡より離脱。（7町26村）
- 1943年（昭和18年）4月1日 - 八重原村、周西村が合併し君津町が発足。（8町24村）
- 1954年（昭和29年）
  - 3月31日 - 君津町、周南村、貞元村が合併し、改めて君津町が発足。（8町22村）
  - 6月1日 - 亀山村の一部（四方木）が安房郡天津町（現鴨川市）に編入。
  - 10月1日 - 久留里町、松丘村、亀山村が合併し上総町が発足。（8町20村）
  - 11月3日 - 鎌足村が木更津市に編入。（8町19村）
- 1955年（昭和30年）
  - 2月11日（9町16村）
    - 金田村が木更津市に編入。
    - 平岡村、中川村が合併し平川町が発足。

  - 3月1日 - 中郷村が木更津市に編入。（9町15村）
  - 3月30日 - 大貫町、佐貫町が合併し大佐和町が発足。（8町15村）
  - 3月31日（9町4村）
    - 昭和町、長浦村、根形村の一部（飯富、下新田、三作、野田、大曽根、勝）が合併し袖ヶ浦町が発足。
    - 馬来田村、富岡村の一部（田川、佐野、下郡、根岸、上根岸）が合併し富来田町が発足。
    - 中村、小糸村が合併し小糸町が発足。
    - 三島村、秋元村が合併し清和村が発足。
    - 青堀町、富津町、飯野村が合併し、改めて富津町が発足。
    - 湊町、天神山村、竹岡村、金谷村が合併し天羽町が発足。
    - 根形村の残部（岩井、谷中、三黒）、富岡村の残部（大竹、下根岸、上宮田、下宮田、玉野、吉野田、安部、堂谷、打越、滝ノ口）が平川町に編入。

  - 4月25日 - 環村、関豊村が合併し峰上村が発足。（9町3村）
- 1963年（昭和38年）10月1日 - 天羽町、峰上村が合併し、改めて天羽町が発足。（9町2村）
- 1970年（昭和45年）9月28日 - 上総町、君津町、小糸町、小櫃村、清和村が合併し、改めて君津町が発足。（7町）
- 1971年（昭和46年）
  - 4月25日 - 富津町、大佐和町、天羽町が合併し、改めて富津町が発足。（5町）
  - 9月1日（3町）
    - 君津町が市制施行し君津市となり、郡より離脱。
    - 富津町が市制施行し富津市となり、郡より離脱。

  - 9月30日 - 富来田町が木更津市に編入。（2町）
  - 11月3日 - 袖ヶ浦町、平川町が合併し、改めて袖ヶ浦町が発足。（1町）
- 1991年（平成3年）4月1日 - 袖ヶ浦町が市制施行し袖ケ浦市となる。同日君津郡消滅。

### 変遷表
|             | 明治30年4月1日 | 明治30年4月1日 | 明治30年 - 大正15年    | 昭和1年 - 昭和19年           | 昭和20年 - 昭和30年                                        | 昭和31年 - 昭和45年    | 昭和46年 - 昭和63年            | 昭和46年 - 昭和63年            | 平成1年 - 現在         | 現在        |
| ----------- | -------------- | -------------- | ---------------------- | ---------------------------- | ---------------------------------------------------------- | ---------------------- | ------------------------------ | ------------------------------ | ---------------------- | ----------- |
| 旧 望 陀 郡 |                | 亀山村         | 亀山村                 | 亀山村                       | 昭和29年6月1日 天津町に一部編入 昭和30年2月11日 天津小湊町 | 天津小湊町             | 天津小湊町                     | 天津小湊町                     | 平成17年2月11日 鴨川市 | 鴨 川 市    |
| 旧 望 陀 郡 |                | 亀山村         | 亀山村                 | 亀山村                       | 昭和29年10月1日 上総町                                     | 昭和45年9月28日 君津町 | 昭和46年9月1日 市制            | 昭和46年9月1日 市制            | 君津市                 | 君 津 市    |
| 旧 望 陀 郡 |                | 久留里町       | 久留里町               | 久留里町                     | 昭和29年10月1日 上総町                                     | 昭和45年9月28日 君津町 | 昭和46年9月1日 市制            | 昭和46年9月1日 市制            | 君津市                 | 君 津 市    |
| 旧 望 陀 郡 |                | 松丘村         | 松丘村                 | 松丘村                       | 昭和29年10月1日 上総町                                     | 昭和45年9月28日 君津町 | 昭和46年9月1日 市制            | 昭和46年9月1日 市制            | 君津市                 | 君 津 市    |
| 旧 望 陀 郡 |                | 小櫃村         | 小櫃村                 | 小櫃村                       | 小櫃村                                                     | 昭和45年9月28日 君津町 | 昭和46年9月1日 市制            | 昭和46年9月1日 市制            | 君津市                 | 君 津 市    |
| 旧 望 陀 郡 |                | 楢葉村         | 楢葉村                 | 昭和7年7月1日 昭和町         | 昭和30年3月31日 袖ヶ浦町                                   | 袖ヶ浦町               | 昭和46年11月3日 袖ヶ浦町       | 昭和46年11月3日 袖ヶ浦町       | 平成3年4月1日 市制     | 袖 ケ 浦 市 |
| 旧 望 陀 郡 |                | 神納村         | 神納村                 | 昭和7年7月1日 昭和町         | 昭和30年3月31日 袖ヶ浦町                                   | 袖ヶ浦町               | 昭和46年11月3日 袖ヶ浦町       | 昭和46年11月3日 袖ヶ浦町       | 平成3年4月1日 市制     | 袖 ケ 浦 市 |
| 旧 望 陀 郡 |                | 長浦村         | 長浦村                 | 長浦村                       | 昭和30年3月31日 袖ヶ浦町                                   | 袖ヶ浦町               | 昭和46年11月3日 袖ヶ浦町       | 昭和46年11月3日 袖ヶ浦町       | 平成3年4月1日 市制     | 袖 ケ 浦 市 |
| 旧 望 陀 郡 |                | 根形村         | 根形村                 | 根形村                       | 昭和30年3月31日 袖ヶ浦町                                   | 袖ヶ浦町               | 昭和46年11月3日 袖ヶ浦町       | 昭和46年11月3日 袖ヶ浦町       | 平成3年4月1日 市制     | 袖 ケ 浦 市 |
| 旧 望 陀 郡 |                | 根形村         | 根形村                 | 根形村                       | 昭和30年3月31日 平川町に一部編入                           | 平川町                 | 昭和46年11月3日 袖ヶ浦町       | 昭和46年11月3日 袖ヶ浦町       | 平成3年4月1日 市制     | 袖 ケ 浦 市 |
| 旧 望 陀 郡 |                | 平岡村         | 平岡村                 | 平岡村                       | 昭和30年2月11日 平川町                                     | 平川町                 | 昭和46年11月3日 袖ヶ浦町       | 昭和46年11月3日 袖ヶ浦町       | 平成3年4月1日 市制     | 袖 ケ 浦 市 |
| 旧 望 陀 郡 |                | 中川村         | 中川村                 | 中川村                       | 昭和30年2月11日 平川町                                     | 平川町                 | 昭和46年11月3日 袖ヶ浦町       | 昭和46年11月3日 袖ヶ浦町       | 平成3年4月1日 市制     | 袖 ケ 浦 市 |
| 旧 望 陀 郡 |                | 富岡村         | 富岡村                 | 富岡村                       | 昭和30年3月31日 平川町に一部編入                           | 平川町                 | 昭和46年11月3日 袖ヶ浦町       | 昭和46年11月3日 袖ヶ浦町       | 平成3年4月1日 市制     | 袖 ケ 浦 市 |
| 旧 望 陀 郡 |                | 富岡村         | 富岡村                 | 富岡村                       | 昭和30年3月31日 富来田町                                   | 富来田町               | 昭和46年9月30日 木更津市に編入 | 昭和46年9月30日 木更津市に編入 | 木更津市               | 木 更 津 市 |
| 旧 望 陀 郡 |                | 馬来田村       | 馬来田村               | 馬来田村                     | 昭和30年3月31日 富来田町                                   | 富来田町               | 昭和46年9月30日 木更津市に編入 | 昭和46年9月30日 木更津市に編入 | 木更津市               | 木 更 津 市 |
| 旧 望 陀 郡 |                | 真舟村         | 真舟村                 | 昭和8年4月1日 木更津町に編入 | 木更津市                                                   | 木更津市               | 木更津市                       | 木更津市                       | 木更津市               | 木 更 津 市 |
| 旧 望 陀 郡 |                | 木更津町       | 木更津町               | 昭和17年11月3日 木更津市     | 木更津市                                                   | 木更津市               | 木更津市                       | 木更津市                       | 木更津市               | 木 更 津 市 |
| 旧 望 陀 郡 |                | 巖根村         | 巌根村                 | 昭和17年11月3日 木更津市     | 木更津市                                                   | 木更津市               | 木更津市                       | 木更津市                       | 木更津市               | 木 更 津 市 |
| 旧 望 陀 郡 |                | 鎌足村         | 鎌足村                 | 鎌足村                       | 昭和29年11月3日 木更津市に編入                             | 木更津市               | 木更津市                       | 木更津市                       | 木更津市               | 木 更 津 市 |
| 旧 望 陀 郡 |                | 金田村         | 金田村                 | 金田村                       | 昭和30年2月11日 木更津市に編入                             | 木更津市               | 木更津市                       | 木更津市                       | 木更津市               | 木 更 津 市 |
| 旧 望 陀 郡 |                | 中郷村         | 中郷村                 | 中郷村                       | 昭和30年3月1日 木更津市に編入                              | 木更津市               | 木更津市                       | 木更津市                       | 木更津市               | 木 更 津 市 |
| 旧 望 陀 郡 |                | 清川村         | 清川村                 | 昭和17年11月3日 木更津市     | 木更津市                                                   | 木更津市               | 木更津市                       | 木更津市                       | 木更津市               | 木 更 津 市 |
| 旧 周 淮 郡 |                | 波岡村         | 波岡村                 | 昭和17年11月3日 木更津市     | 木更津市                                                   | 木更津市               | 木更津市                       | 木更津市                       | 木更津市               | 木 更 津 市 |
| 旧 周 淮 郡 |                | 八重原村       | 八重原村               | 昭和18年4月1日 君津町        | 昭和29年3月31日 君津町                                     | 昭和45年9月28日 君津町 | 昭和46年9月1日 市制            | 昭和46年9月1日 市制            | 君津市                 | 君 津 市    |
| 旧 周 淮 郡 |                | 周西村         | 周西村                 | 昭和18年4月1日 君津町        | 昭和29年3月31日 君津町                                     | 昭和45年9月28日 君津町 | 昭和46年9月1日 市制            | 昭和46年9月1日 市制            | 君津市                 | 君 津 市    |
| 旧 周 淮 郡 |                | 周南村         | 周南村                 | 周南村                       | 昭和29年3月31日 君津町                                     | 昭和45年9月28日 君津町 | 昭和46年9月1日 市制            | 昭和46年9月1日 市制            | 君津市                 | 君 津 市    |
| 旧 周 淮 郡 |                | 貞元村         | 貞元村                 | 貞元村                       | 昭和29年3月31日 君津町                                     | 昭和45年9月28日 君津町 | 昭和46年9月1日 市制            | 昭和46年9月1日 市制            | 君津市                 | 君 津 市    |
| 旧 周 淮 郡 |                | 三島村         | 三島村                 | 三島村                       | 昭和30年3月31日 清和村                                     | 昭和45年9月28日 君津町 | 昭和46年9月1日 市制            | 昭和46年9月1日 市制            | 君津市                 | 君 津 市    |
| 旧 周 淮 郡 |                | 秋元村         | 秋元村                 | 秋元村                       | 昭和30年3月31日 清和村                                     | 昭和45年9月28日 君津町 | 昭和46年9月1日 市制            | 昭和46年9月1日 市制            | 君津市                 | 君 津 市    |
| 旧 周 淮 郡 |                | 小糸村         | 小糸村                 | 小糸村                       | 昭和30年3月31日 小糸町                                     | 昭和45年9月28日 君津町 | 昭和46年9月1日 市制            | 昭和46年9月1日 市制            | 君津市                 | 君 津 市    |
| 旧 周 淮 郡 |                | 中村           | 中村                   | 中村                         | 昭和30年3月31日 小糸町                                     | 昭和45年9月28日 君津町 | 昭和46年9月1日 市制            | 昭和46年9月1日 市制            | 君津市                 | 君 津 市    |
| 旧 周 淮 郡 |                | 飯野村         | 飯野村                 | 飯野村                       | 昭和30年3月31日 富津町                                     | 富津町                 | 昭和46年4月25日 富津町         | 昭和46年9月1日 市制            | 富津市                 | 富 津 市    |
| 旧 周 淮 郡 |                | 富津村         | 明治30年12月1日 町制   | 富津町                       | 昭和30年3月31日 富津町                                     | 富津町                 | 昭和46年4月25日 富津町         | 昭和46年9月1日 市制            | 富津市                 | 富 津 市    |
| 旧 周 淮 郡 |                | 青堀村         | 大正15年4月10日 町制   | 青堀町                       | 昭和30年3月31日 富津町                                     | 富津町                 | 昭和46年4月25日 富津町         | 昭和46年9月1日 市制            | 富津市                 | 富 津 市    |
| 旧 天 羽 郡 |                | 大貫村         | 大正9年10月1日 町制    | 大貫町                       | 昭和30年3月30日 大佐和町                                   | 大佐和町               | 昭和46年4月25日 富津町         | 昭和46年9月1日 市制            | 富津市                 | 富 津 市    |
| 旧 天 羽 郡 |                | 吉野村         | 吉野村                 | 昭和12年4月1日 大貫町に編入  | 昭和30年3月30日 大佐和町                                   | 大佐和町               | 昭和46年4月25日 富津町         | 昭和46年9月1日 市制            | 富津市                 | 富 津 市    |
| 旧 天 羽 郡 |                | 佐貫町         | 佐貫町                 | 佐貫町                       | 昭和30年3月30日 大佐和町                                   | 大佐和町               | 昭和46年4月25日 富津町         | 昭和46年9月1日 市制            | 富津市                 | 富 津 市    |
| 旧 天 羽 郡 |                | 環村           | 環村                   | 環村                         | 昭和30年4月25日 峰上村                                     | 昭和38年10月1日 天羽町 | 昭和46年4月25日 富津町         | 昭和46年9月1日 市制            | 富津市                 | 富 津 市    |
| 旧 天 羽 郡 |                | 駒山村         | 駒山村                 | 昭和12年4月1日 環村に編入    | 昭和30年4月25日 峰上村                                     | 昭和38年10月1日 天羽町 | 昭和46年4月25日 富津町         | 昭和46年9月1日 市制            | 富津市                 | 富 津 市    |
| 旧 天 羽 郡 |                | 関村           | 大正15年4月24日 関豊村 | 関豊村                       | 昭和30年4月25日 峰上村                                     | 昭和38年10月1日 天羽町 | 昭和46年4月25日 富津町         | 昭和46年9月1日 市制            | 富津市                 | 富 津 市    |
| 旧 天 羽 郡 | 豊岡村         |                | 大正15年4月24日 関豊村 | 関豊村                       | 昭和30年4月25日 峰上村                                     | 昭和38年10月1日 天羽町 | 昭和46年4月25日 富津町         | 昭和46年9月1日 市制            | 富津市                 | 富 津 市    |
| 旧 天 羽 郡 |                | 湊町           | 湊町                   | 湊町                         | 昭和30年3月31日 天羽町                                     | 昭和38年10月1日 天羽町 | 昭和46年4月25日 富津町         | 昭和46年9月1日 市制            | 富津市                 | 富 津 市    |
| 旧 天 羽 郡 |                | 金谷村         | 金谷村                 | 金谷村                       | 昭和30年3月31日 天羽町                                     | 昭和38年10月1日 天羽町 | 昭和46年4月25日 富津町         | 昭和46年9月1日 市制            | 富津市                 | 富 津 市    |
| 旧 天 羽 郡 |                | 竹岡村         | 竹岡村                 | 竹岡村                       | 昭和30年3月31日 天羽町                                     | 昭和38年10月1日 天羽町 | 昭和46年4月25日 富津町         | 昭和46年9月1日 市制            | 富津市                 | 富 津 市    |
| 旧 天 羽 郡 |                | 天神山村       | 天神山村               | 天神山村                     | 昭和30年3月31日 天羽町                                     | 昭和38年10月1日 天羽町 | 昭和46年4月25日 富津町         | 昭和46年9月1日 市制            | 富津市                 | 富 津 市    |

## 行政
歴代郡長
『君津郡誌』による。
| 代 | 氏名       | 就任年月日                 | 退任年月日                 | 備考                 |
| -- | ---------- | -------------------------- | -------------------------- | -------------------- |
| 1  | 永井謙藏   | 明治30年（1897年）4月1日   | 明治30年（1897年）12月13日 | 望陀・周淮・天羽郡長 |
| 2  | 行方幹     | 明治30年（1897年）12月13日 | 明治31年（1898年）5月16日  |                      |
| 3  | 土屋州平   | 明治31年（1898年）5月16日  | 明治32年（1899年）4月8日   |                      |
| 4  | 中野協藏   | 明治32年（1899年）4月8日   | 明治35年（1902年）6月1日   | [ 2 ]                |
| 5  | 大野道一   | 明治35年（1902年）6月1日   | 明治39年（1906年）5月21日  | [ 2 ]                |
| 6  | 石原留吉   | 明治39年（1906年）5月21日  | 明治41年（1908年）3月20日  |                      |
| 7  | 岡巖       | 明治41年（1908年）5月29日  | 大正2年（1913年）3月12日   |                      |
| 8  | 藤川估     | 大正2年（1913年）3月12日   | 大正6年（1917年）3月28日   |                      |
| 9  | 小川正作   | 大正6年（1917年）3月28日   | 大正6年（1917年）11月6日   |                      |
| 10 | 山口利文   | 大正6年（1917年）11月6日   | 大正9年（1920年）12月14日  |                      |
| 11 | 竹內欽之助 | 大正9年（1920年）12月14日  | 大正12年（1923年）2月15日  |                      |
| 12 | 加藤輝夫   | 大正12年（1923年）2月15日  | 大正12年（1923年）9月21日  |                      |
| 13 | 新川謙二   | 大正12年（1923年）10月5日  | 大正13年（1924年）8月4日   |                      |
| 14 | 關野周治   | 大正13年（1924年）8月4日   | 大正15年（1926年）6月30日  | 郡役所廃止により廃官 |